# Telmatherina antoniae
Telmatherina antoniae é uma espécie de peixe da família Telmatherinidae.
É endémica da Indonésia.